# Жазыкский сельский округ
Жазыкский сельский округ — административная единица на территории администрации города Семей Абайского района. В 2017 году он был распущен и включен в состав Кокентауского сельского округа.

## Административный персонал
В его состав входило село Жазык. Центром также было село Жазык.

## Население
По результатам переписи 2009 года население округа составило 371 человек.